# The Four Horsemen (sang)
Opslagesordet har også en anden betydning, se The Four Horsemen (wrestling)
The Four Horsemen er en thrash metal sang skrevet af Metallica. Den blev første gang udgivet på Kill 'Em All albummet i 1983. Oprindeligt er sangen skrevet af Lars Ulrich, James Hetfield og Metallica's tidligere lead-guitarist (før Kirk Hammett) Dave Mustaine og hed The Mechanix. Men da Dave Mustaine blev smidt ud af Metallica i 1983, ændrede de navnet og James Hetfield skrev en ny tekst og Kirk Hammet lavede en melodisk solo i midten af sangen. Dave Mustaine kom således ikke med på udgivelsen af sangen.
Guitarsoloen i midten af sangen er faktisk optagelser af to forskellige udgaver som Kirk Hammett skulle vælge imellem at bruge på den endelige indspilning. De prøvede i studiet at lægge dem sammen, hvilket resulterede i den version der findes på albummet. Denne del af sangen spilles sjældent live.
Dave Mustaine startede bandet Megadeth der indspillede og udgav nummeret The Mechanix på deres debutalbum. Forskellen er kun titlen og teksterne.
Musikken er den samme, lige bortset fra Metallica's mellemsolo som de har lagt ind.